# Winniki (rejon drohobycki)
Winniki – wieś na Ukrainie w rejonie drohobyckim należącym do obwodu lwowskiego.